# Efron
Efron, l'hitita, fill de Zohar, va viure a Mamre entre els fills d'Het.
Abraham quan pren contacte amb els hitites, els demana que li venguin una propietat que pugui utilitzar com a lloc d'enterrament. Els hitites, que afalaguen a Abraham anomenant-lo poderós príncep, li diuen que pot triar la tomba que desitgi (Gènesi 23: 1-8). Abraham els demana la cova de Machpelahe. Efron, que és el propietari dels terrenys li respon que està disposat a donar a Abraham el camp i la cova de franc, sabent que això no provocarà en el futur una reivindicació permanent per part d'Abraham. Però aquest rebutja educadament l'oferta i insisteix en pagar-li el camp. Efron respon que el camp val quatre-centes xecs de plata i Abraham accepta el preu sense fer cap més negociació. A continuació, enterra allà la seva esposa Sara que havia mort a l'edat de 127 anys(Gènesi 23: 9-20).